# Kanton Vienne-Nord
Der Kanton Vienne-Nord war bis 2015 ein französischer Wahlkreis im Arrondissement Vienne, im Département Isère und in der Region Rhône-Alpes. Hauptort war Vienne. Vertreter im conseil général des Départements war von 1988 bis 2008 Gerald Eudeline (PS). Ihm folgte Erwann Binet (ebenfalls PS) nach.

## Gemeinden
Der Kanton umfasste den nördlichen Teil der Stadt Vienne (angegeben ist hier die Gesamteinwohnerzahl; im Kanton lebten etwa 11.500 Einwohner Viennes) und weitere acht Gemeinden: 
| Gemeinde           | Einwohner Jahr | Fläche km² | Bevölkerungsdichte | Code INSEE | Postleitzahl |
| ------------------ | -------------- | ---------- | ------------------ | ---------- | ------------ |
| Chasse-sur-Rhône   | 5609 (2013)    | 7,91       | 709 Einw./km²      | 38087      | 38670        |
| Chuzelles          | 2019 (2013)    | 13,03      | 155 Einw./km²      | 38110      | 38200        |
| Luzinay            | 2153 (2013)    | 18,96      | 114 Einw./km²      | 38215      | 38200        |
| Pont-Évêque        | 5148 (2013)    | 8,76       | 588 Einw./km²      | 38318      | 38780        |
| Septème            | 1904 (2013)    | 21,55      | 88 Einw./km²       | 38480      | 38780        |
| Serpaize           | 1659 (2013)    | 11,71      | 142 Einw./km²      | 38484      | 38200        |
| Seyssuel           | 2024 (2013)    | 9,75       | 208 Einw./km²      | 38487      | 38200        |
| Vienne             | 29.325 (2013)  | –          | – Einw./km²        | 38544      | 38200        |
| Villette-de-Vienne | 1707 (2013)    | 11,03      | 155 Einw./km²      | 38558      | 38200        |